# Governo monocolore
Un governo monocolore, in un sistema parlamentare, è un governo formato da un singolo partito che, o perché detiene la maggioranza dei seggi in Parlamento, o perché alcuni partiti si sono offerti di supportarlo o di astenersi, supportando il governo “passivamente” (in alcuni paesi tramite il meccanismo del Parlamentarismo negativo), riesce a governare e dunque a formare un esecutivo, che prende il nome di esecutivo monocolore. 
L’etimologia di questo aggettivo, composto dalla derivazione della parola greca "mono-" (μόνος, singolo) unita alla parola "colore", indica il fatto che, siccome tutti i membri del governo sono scelti da uno stesso partito politico, che in Parlamento è rappresentato da un determinato colore che ne rappresenta l’ideologia, essi operano facendo parte di un'unica fazione politica.
Tale situazione può capitare anche con coalizioni politiche particolarmente stabili e consolidate, purché affini ad una stessa ideologia.

## Tipi di governo monocolore
Poiché è possibile la formazione di un governo monocolore in varie circostanze, questo tipo di governo si può dividere in:
- Governo monocolore di maggioranza, in cui il partito al Governo è uno e uno solo, tuttavia esso detiene la maggioranza semplice o assoluta e dunque non ha bisogno di un sostegno di altri partiti per governare;
- Governo monocolore di minoranza, in cui il partito al Governo è sempre uno e uno solo, tuttavia esso può (ma anche no) detenere la maggioranza relativa e necessita del supporto attivo o passivo per governare;

In altri casi, può aversi governo monocolore allorché singoli partiti, pur appoggiando l'esecutivo, nei vari modi elencati, in sede parlamentare, decidano, per ragioni di natura politica, di non entrare a far parte della compagine governativa.

## Esempi di governo monocolore

### Di maggioranza

#### Regno Unito
Il Regno Unito è frequentemente caratterizzato da governi monocolore di maggioranza, guidati in prevalenza dal Partito Conservatore e dal Partito Laburista. L'attuale governo del Regno Unito, il Governo Starmer, in carica dal 5 luglio 2024, è un governo monocolore laburista con 412 seggi su 650 alla Camera dei comuni.

### Di minoranza

#### Svezia
In Svezia, il Governo Andersson, in carica dal 30 novembre 2021 al 18 ottobre 2022, è stato un governo monocolore di minoranza guidato dal Partito Socialdemocratico con 101 seggi su 349 al Parlamento Svedese, che era capace di governare grazie all’appoggio esterno attivo dei Verdi (16 seggi) e passivo di Centristi, socialisti e un Indipendente (59 seggi complessivi), poiché riusciva a raggiungere la maggioranza assoluta di 175 seggi, solo uno in più dell’opposizione.

#### In Italia
I governi monocolore in Italia sono stati relativamente rari, a causa della frammentazione politica. Durante il periodo della Prima Repubblica, si trattava principalmente di governi transitori, di minoranza, composti da esponenti del partito di maggioranza relativa (la Democrazia Cristiana) di solito con l'appoggio esterno di partiti minori. 
Solo la Democrazia Cristiana nella storia della Repubblica è riuscita a formare governi monocolore.
Il governo Fanfani VI, che includeva, oltre alla Democrazia Cristiana, alcuni indipendenti, ma nessun esponente di altri partiti, fu soprannominato dalla stampa nazionale un "monocolore scolorito".

##### Elenco
| Nº del Governo | Presidente del Consiglio (Nascita-morte) | Presidente del Consiglio (Nascita-morte) | Mandato          | Mandato          | Partito              | Governo e composizione | Governo e composizione                                 | Legislatura | Presidente della Repubblica  |
| Nº del Governo | Presidente del Consiglio (Nascita-morte) | Presidente del Consiglio (Nascita-morte) | Inizio           | Fine             | Partito              | Governo e composizione | Governo e composizione                                 | Legislatura | Presidente della Repubblica  |
| -------------- | ---------------------------------------- | ---------------------------------------- | ---------------- | ---------------- | -------------------- | ---------------------- | ------------------------------------------------------ | ----------- | ---------------------------- |
| 7              |                                          | Alcide De Gasperi (1881-1954)            | 16 luglio 1953   | 17 agosto 1953   | Democrazia Cristiana | De Gasperi VIII        | DC                                                     | II (1953)   | Enrico De Nicola (1946-1948) |
| 9              |                                          | Amintore Fanfani (1908-1999)             | 19 gennaio 1954  | 10 febbraio 1954 | Democrazia Cristiana | Fanfani I              | DC                                                     | II (1953)   | Luigi Einaudi (1948-1955)    |
| 12             |                                          | Adone Zoli (1887-1960)                   | 20 maggio 1957   | 2 luglio 1958    | Democrazia Cristiana | Zoli                   | DC con l'appoggio esterno di: PLI-PRI-PSDI-PNM-PMP-MSI | II (1953)   | Giovanni Gronchi (1955-1962) |
| 14             |                                          | Antonio Segni (1891-1972)                | 16 febbraio 1959 | 26 marzo 1960    | Democrazia Cristiana | Segni II               | DC con l'appoggio esterno di: PLI-PNM-PMP-MSI          | III (1958)  | Giovanni Gronchi (1955-1962) |
| 15             |                                          | Fernando Tambroni (1901-1963)            | 26 marzo 1960    | 27 luglio 1960   | Democrazia Cristiana | Tambroni               | DC con l'appoggio esterno di MSI e PDI                 | III (1958)  | Giovanni Gronchi (1955-1962) |
| 16             |                                          | Amintore Fanfani (1908-1999)             | 27 luglio 1960   | 22 febbraio 1962 | Democrazia Cristiana | Fanfani III            | DC                                                     | III (1958)  | Giovanni Gronchi (1955-1962) |
| 18             |                                          | Giovanni Leone (1908-2001)               | 22 giugno 1963   | 5 dicembre 1963  | Democrazia Cristiana | Leone I                | DC                                                     | IV (1963)   | Antonio Segni (1962-1964)    |
| 22             |                                          | Giovanni Leone (1908-2001)               | 25 giugno 1968   | 13 dicembre 1968 | Democrazia Cristiana | Leone II               | DC                                                     | V (1968)    | Giuseppe Saragat (1964-1971) |
| 24             |                                          | Mariano Rumor (1915-1990)                | 6 agosto 1969    | 28 marzo 1970    | Democrazia Cristiana | Rumor II               | DC                                                     | V (1968)    | Giuseppe Saragat (1964-1971) |
| 27             |                                          | Giulio Andreotti (1919-2013)             | 18 febbraio 1972 | 26 giugno 1972   | Democrazia Cristiana | Andreotti I            | DC                                                     | V (1968)    | Giovanni Leone (1971-1978)   |
| 32             |                                          | Aldo Moro (1916-1978)                    | 12 febbraio 1976 | 30 luglio 1976   | Democrazia Cristiana | Moro V                 | DC                                                     | VI (1972)   | Giovanni Leone (1971-1978)   |
| 33-34          |                                          | Giulio Andreotti (1919-2013)             | 30 luglio 1976   | 13 marzo 1978    | Democrazia Cristiana | Andreotti III          | DC con l'appoggio esterno del PCI                      | VII (1976)  | Giovanni Leone (1971-1978)   |
| 33-34          | 13 marzo 1978                            | Giulio Andreotti (1919-2013)             | 21 marzo 1979    | Andreotti IV     | Democrazia Cristiana |                        | DC con l'appoggio esterno del PCI                      | VII (1976)  | Giovanni Leone (1971-1978)   |